# Чёрная Речка (деревня, Томская область)
Чёрная Ре́чка (тат. Абытай) — деревня Заречного сельского поселения Томского района Томской области России.

## Происхождение названия
Деревня получила своё название по имени реки Чёрной, на берегах которой стоит.

## Национальный состав
Основным населением деревни являются томские татары, проживают также русские, немцы и представители других национальностей.

## Население
| 2002  | 2008  | 2009  | 2010  | 2011  | 2012  | 2013  |
| ----- | ----- | ----- | ----- | ----- | ----- | ----- |
| 1038  | ↗1110 | ↘1102 | ↗1233 | ↗1236 | ↗1260 | ↘1257 |
| 2014  | 2015  | 2021  |       |       |       |       |
| ↗1287 | ↗1309 | ↘1087 |       |       |       |       |

## Экономика
Главным предприятием в деревне являлось ЗАО «Томь», занимавшееся производством сельскохозяйственной продукции. Сельхозпродукты из Чёрной Речки поставлялись в Томск. В 2003 году ЗАО «Томь» по результатам участия в выставке «Золотая осень. Урожай-2003» было награждено золотой медалью в номинации «Высокое качество — приемлемые цены».

## Инфраструктура
В деревне есть школа, детский сад, почта, фельдшерский пункт, дом культуры, стадион, местный музей, три магазина, бар.

## Религия
В деревне запланирована закладка православной часовни.
В 2011 году была достроена, а в ноябре 2012 года открыта мечеть.

## Паводок весной 2010 года
В конце апреля — начале мая 2010 года произошло подтопление ряда населённых пунктов на реке Томь. Это случилось вследствие ледовых заторов, образовавшихся на реке. Особая критическая ситуация сложилась в деревне Чёрная Речка, которая была затоплена практически полностью. Была проведена экстренная эвакуация населения. Однако вскоре после падения уровня воды в реке нарушенная инфраструктура деревни была восстановлена.